# Boom Beach
A Boom Beach egy 2014-ben megjelent ingyenesen játszható, online stratégiai mobiljáték, amelyet a Supercell fejlesztett és adott ki. A játék egy trópusi szigetvilágon játszódik, ahol a játékosoknak az a feladata, hogy építsenek és fejlesszenek egy bázist, gyűjtsenek nyersanyagokat, és hadsereget építsenek fel a szigetet lakó rosszindulatú, ellenséges katonai szervezetek Cycle of Evil elleni harcokhoz.
A játékmenet során a játékosoknak meg kell védeniük a saját bázisukat más játékosok támadásaitól, miközben támadást intéznek más játékos vagy nem játékos által irányított szigetek ellen is. Ehhez katonai egységeket kell kiképezniük és irányítaniuk, útközben az ellenséges védelmi rendszereket és szárazföldi célpontokat pusztítva.
A játék nagy hangsúlyt fektet a stratégiai tervezésre és az erőforráskezelésre, miközben dinamikus csatajeleneteket és társasjátékos lehetőségeket kínál a játékosoknak. A játék 2018 után azonban a Supercell leggyengébben teljesítő fennmaradt játéka lett. Ennek eredményeként 2022-ben a játék fejlesztői elárulták, hogy többé nem érkeznek új tartalmak a játékba.

## Kompetetív játékmód

### Boom Beach Warships
A Boom Beach Warships a játékban lévő másodlagos játékmód ami egy időn belüli összecsapással folyik le a játékosok között. A Warships játékmód 2018 óta folyamatosan újraindul szezonok képében, új technológiai fát és felállásokat tartalmazva. A Warships 2024-ig több mint 50 szezont élt meg.

### Ranglista
A Boom Beach alapvető játékmódjában medálokat lehet gyűjteni, ami egyetlenegy ranglistába sorolja a játékosok globálisan és az adott országban is.

## Örökség
Habár a játékot 2018 után már kevés újdonság érte, a játékot még 2022-ig fokozatosan megtoldották kisebb tartalommal. Később a Space Ape Games játékfejlesztő cég létrehozta a Boom Beach: Frontlines spin-off játékot, azonban később megszakították a fejlesztését. A Boom Beach közössége mindmáig aktív maradt.